# Richard Bryan
Richard Hudson Bryan (Washington, 16 luglio 1937) è un politico e avvocato statunitense, senatore democratico per lo stato del Nevada dal 1989 al 2001 e in precedenza governatore dello stesso stato dal 1983 al 1989.

## Biografia
Nato a Washington, Bryan si laureò in legge all'Università della California e negli anni sessanta esercitò la professione di avvocato. Dal 1972 al 1978 fu attivo nella politica locale con il Partito Democratico.
Dopo qualche tempo passato a servire nella legislatura statale del Nevada, Bryan divenne procuratore generale dello Stato e nel 1983 venne eletto governatore. Nel 1987 venne rieletto per un secondo mandato, ma non lo portò a termine per intero in quanto nel 1989 venne eletto senatore.
Bryan servì al Congresso due mandati, per un totale di dodici anni. Durante la permanenza al Senato fu noto per la sua opposizione al programma SETI della NASA e riuscì a far abolire i finanziamenti forniti dal Congresso per la sua attuazione.
Nel 2001 Bryan si ritirò dalla politica e tornò ad operare nell'ambito legale.